# 兰卡平等社会党
兰卡平等社会党（缩写为LSSP）是斯里兰卡的一个托洛茨基主义政党。该党成立于1935年12月18日。该党曾两次成为锡兰（斯里兰卡前称）最大的反对党（1947年—1952年，1956年—1960年）。该党原为第四国际成员，后因在1964年加入斯里兰卡自由党领导的“资产阶级政府”而被开除，其成员资格被分裂团体兰卡平等社会党（革命者）取代。